# Station Thuès-Carença
Station Thuès-Carença (vroeger Thuès-village) is een spoorwegstation in de Franse gemeente Thuès-Entre-Valls op het traject van de spoorlijn Villefranche-Vernet-les-Bains - Latour-de-Carol (in de volksmond de 'Gele trein').